# Смольянінов Іван Іванович
Смольянінов Іван Іванович (* 6 липня 1926, Перемишль, Росія — 14 січня 2013, Харків, Україна) — український лісівник, доктор сільськогосподарських наук, професор, старший науковий співробітник Українського НДІ лісового господарства та агролісомеліорації імені Г. М. Висоцького (УкрНДІЛГА). Академік Лісівничої академії наук України (ЛАНУ).

## Біографія
Смольянінов Іван Іванович народився 6 липня 1926 року в селі Перемишль Калузької області у родині священика, якого було репресовано у 1937 році. Під час німецько-радянської війни був «сином полку», повноправним бійцем партизанського загону.
У 1949 році закінчив з відзнакою Брянський лісогосподарський інститут (тепер — Брянська державна інженерно-технологічна академія), отримавши кваліфікації «вчений лісівник». У 1951 році закінчив заочно Новозибківський державний педагогічний інститут (тепер — Брянський державний педагогічний інститут), отримавши кваліфікації «викладач хімії та біології середньої школи». Працював викладачем у Велико-Анадольському лісотехнікумі (1950–1952), викладав дисципліни «ґрунтознавство» та «лісові культури». Протягом 1952–1958 років працював асистентом, доцентом кафедри ґрунтознавства Брянського лісогосподарського інституту. Кандидат сільськогосподарських наук з 1955 року. Був завідувачем лабораторії лісового ґрунтознавства у Сибірському науково-дослідному інституті лісового господарства в Красноярську (1958–1960). З 1960 року працював на посаді старшого наукового співробітника лабораторії ґрунтознавства Інституту лісу та деревини АН СРСР (Красноярськ).
У період 1962–1996 років працював завідувачем лабораторії лісового ґрунтознавства та мікробіології УкрНДІЛГА імені Г. М. Висоцького (Харків). Професор Смольянінов І. І. здійснює керівництво аспірантурою з 1963 року. Під його керівництвом захищено 11 кандидатських дисертацій. Науковий та педагогічний стаж роботи становить 48 років. Докторську дисертацію захистив у 1990 році в Харківському національному аграрному університеті ім. В. В. Докучаєва.
Перебуваючи на пенсії з 1997 року, професор Смольянінов займався суспільною роботою, працював над своїми книгами. Іван Іванович був відомим травником-фітотерапевтом, лікував людей лікарськими рослинами на основі народних рецептів.
Почесний член міжрегіональної Спілки письменників України. Протягом усього свого життя Іван Іванович писав вірші, тексти, які увійшли до 3 поетичних збірок.

## Наукові праці
Смольянінов був одним з ініціаторів створення ґрунтово-хімічних лабораторій у системі лісового господарства з метою оперативного оцінювання якості ґрунтових умов на лісокультурних ділянках та розсадниках. Один із засновників вчення про біологічний кругообіг речовин у лісових екосистемах як цілісний природний процес. Найважливіші результати наукової роботи:
- розроблено систему показників для оцінки ґрунтового живлення рослин;
- оцінена протиерозійна роль лісотвірних порід та лісових насаджень на основі показників ланцюга ризосферних процесів у циклі біокругообігу, що характеризують колоїдальні процеси у зоні ризосфери захисних насаджень;
- запропоновані та впроваджені у виробництво рекомендації із застосування мінеральних добрив у лісах та лісових культурах, у захисних лісових насадженнях на схилових землях, на лісових сінокосах та пасовищах;
- вирішені задачі з оцінки коефіцієнту застосування добрив лісовими насадженнями, із застосування нових методів та прийомів хімізації лісових насаджень України;
- запропоновані нові форми добрив пролонгованої дії (5 авторських свідоцтв), які забезпечують вирішення завдань із зниження виносу хімічних елементів внутрішнім ґрунтовим стоком, більш повне використання поживного елементу рослиною протягом вегетаційного періоду та економію добрив.

Професором Смольяніновим І. І. розроблені та оцінені на практиці:
- типи активізації елементів ґрунтового живлення у циклі біокругообігу;
- нові модифікації спрощених для оціночних цілей коефіцієнтів гуміфікації та мінералізації ґрунтового гумусу;
- типи інтенсивності та направлення інтенсифікації процесів у циклі біокругообігу з метою підвищення продуктивності та підсилення захисної ролі лісових насаджень;
- вперше на основі показників ресинтезу ґрунтів оцінена полезахисна роль лісових насаджень (авторське свідоцтво № 968067).

Науковий доробок Смольянінова І. І. складають 5 монографій, 212 наукових праць:
- (рос.) Смольянинов И. И. Круговорот веществ в природе. — К.: Наукова думка, 1971.
- (рос.) Смольянинов И. И. Биологический круговорот веществ и повышение продуктивности лесов. — М., Лесная промышленность, 1969.
- (рос.) Смольянинов И. И. Как и чем питается лес. — М.: Лесная промышленность, 1971.

## Нагороди
За участь у бойових діях під час німецько-радянської війни нагороджений 12 медалями.
За багаторічну плідну наукову працю професор Смольянінов І. І. був нагороджений:
- 1978 — бронзова медаль «Відмінник соцзмагання в лісовому господарстві СРСР»,
- 1978 — «За допомогу з розвитку лісового господарства Угорщини»,
- 2005 — відзнака Державного комітету лісового господарства України «Відмінник лісового господарства України».